# Mesh (groep)
Mesh is een synthpopband uit Bristol, Engeland, gevormd in 1991.

## Biografie
In 1991 ontmoeten zanger Mark Hockings en Richard Silverthorn (keyboards) elkaar op een concert waar Silverthorns band speelde. Ze kregen al snel het gezelschap van Neil Taylor (keyboards), een voormalig bandlid van Silverthorn. Mesh werd gevormd en ze speelde in deze bezetting tot 2006.
Op 13 september kondigde Taylor aan dat hij de band verliet na 15 jaar om voorrang te geven aan andere dingen in het leven.
Hockings and Silverthorn gingen verder met Mesh. Ze rekruteerden Geoff Pinckney als vervanger voor Taylor tijdens live optredens.
Mesh heeft veel remixes gemaakt, waaronder de Apoptygma Berzerk song, "Mourn".
Op 3 november 2009 verscheen hun 10de album "A perfect Solution" met een iets ruigere sound dan hun vorige albums. Er kwamen 2 singles uit "Only Better" en "How Long". 2 jaar later verscheen "An Alternative Solution" met daarop remixes van hun laatste album door bands zoals zeromancer, Assemblage 23 en anderen. In dit jaar maakten ze ook een tournee door de Verenigde Staten met Iris en De/Vision
Op 26 augustus 2011 kondigt de band aan via twitter dat Geoff Pinckney niet langer live zal spelen met Mesh. Op 5 september 2011 kondigen ze aan dat ze begonnen zijn aan het volgende album.

## Discografie
Alle informatie gaat over cd-uitgaven, tenzij anders vermeld.

### Albums
- Fragile - (1994, Tolerance Records, (TOLCD001)
- Fragile - (1995, Memento Materia, MEMO 020) - heruitgave
- Fragile - (1996, Jarrett Records, CDWERK05) - U.S. heruitgave met extra tracks
- In This Place Forever - (1996, Memento Materia, MEMO 021)
- Fragmente - (1998, Memento Materia, MEMO 027) - Compilatiealbum met singles, b-sides en album tracks
- The Point At Which It Falls Apart - (1999, Memento Materia, MEMO 032)
- On This Tour Forever - (2001, Synthetic Product Records, SPR 012) - Livealbum opgenomen tijdens verschillende concerten in 1999 en 2000
- Original 91-93 - (2001, Tolerance Records, TOLCD002) - Compilatiealbum met tracks opgenomen in 1991-93 en onuitgebrachte tracks
- Fragmente 2 - (2002, Synthetic Product Records, SPR 029) - Compilatiealbum met remixes en b-sides
- Who Watches Over Me? - (2002, Home Records, 506167 2)
- We Collide - (2006, SPV, 82552) - Ook verschenen in beperkte oplage met bonus-dvd (SPV 82550)
- A Perfect Solution - (2009, Dependent, MIND 140)
- An Alternative Solution (2011, Dependent Records (EU) / Metropolis (US))
- Automation Baby (2013, Dependent Records (EU), MIND 200)

### Singles
- "You Didn't Want Me" - (1997, Memento Materia, MEMO 023)
- "You Didn't Want Me" - (1997, Jarrett Records, JR121201S) - US-versie.
- "Fragile - The Mixes" - (1997, Jarrett Records, JR121202S) - US only release.
- "Trust You" - (1998, Jarrett Records, JR120502)
- "People Like Me (With This Gun)" - (1999, Memento Materia, MEMO 035)
- "It Scares Me" - (1999, Memento Materia, MEMO 042)
- "Not Prepared" - (1999, Memento Materia, MEMO 044)
- "Not Prepared" - (1999, Synthetic Product Records, SPR 004) - Duitse versie met extra track.
- "Not Prepared Dance" - (1999, Indigo, 9045-6) - Ltd edition vinyl ep.
- "Live Singles EP" - (2000, Memento Materia, MEMO 047)
- "Waves" - (2000, Bigpop Records, 8 97209-2) - Verschenen als Mark'Oh & Mesh. Cover van Blancmange.
- "Leave You Nothing" - (2002, Home Records, HOM 672336 2)
- "Friends Like These" - (2003, Home Records, HOM 673447 2) - ep met 8 remixes, 2 video's en een exclusieve track.
- "Crash" - (2006, SPV, SPV 82573 CDS-E)
- "My Hands Are Tied" / "Petrified" - (2006, SPV, SPV CDS 82613)
- "Only Better" - (September 2009, Dependent, MIND 135)
- "How Long?" - (March 2010, Dependent, MIND 149)

### Video
- On This Tour Forever - (2000, Memento Materia) - Live enkel VHS. Verschenen als box in beperkte oplage met soundtrack-cd
- We Collide Tour - (2007, Major Records, LC 13605) - Live-dvd met extra beeldmateriaal. Ook verschenen in beperkte oplage incl. dubbel-cd-soundtrack